# اوت‌لاوز
اوتلاوز (به انگلیسی: Outlawz) (قبلاً با نام Tha Outlaw Immortalz شناخته می شد) یک گروه هیپ هاپ آمریکایی بود که در اواخر سال ۱۹۹۶ و پس از آزادی توپاک شکور از زندان توسط او تاسیس شد. در کل این گروه برای ارتباط با توپاک شکور مشهور بود.